# Улица Мелик-Адамяна
Улица Мелик-Адамяна (арм. Մելիք-Ադամյան փողոց) — улица в Ереване, в центральном районе Кентрон, проходит от проспекта Тиграна Меца до улицы Павстоса Бузанда.
Названа в честь армянского советского врача-терапевта А. А. Мелик-Адамяна (1889—1949).
Считается самой короткой улицей в Ереване (длина улицы менее 200 м).

## История
В советское время носила имя Либкнехта.
В 1980-х годах у пересечения с улицей Анрапетутян был реализован удачный архитектурный проект воссоздания типовой застройки старого Еревана

## Достопримечательности

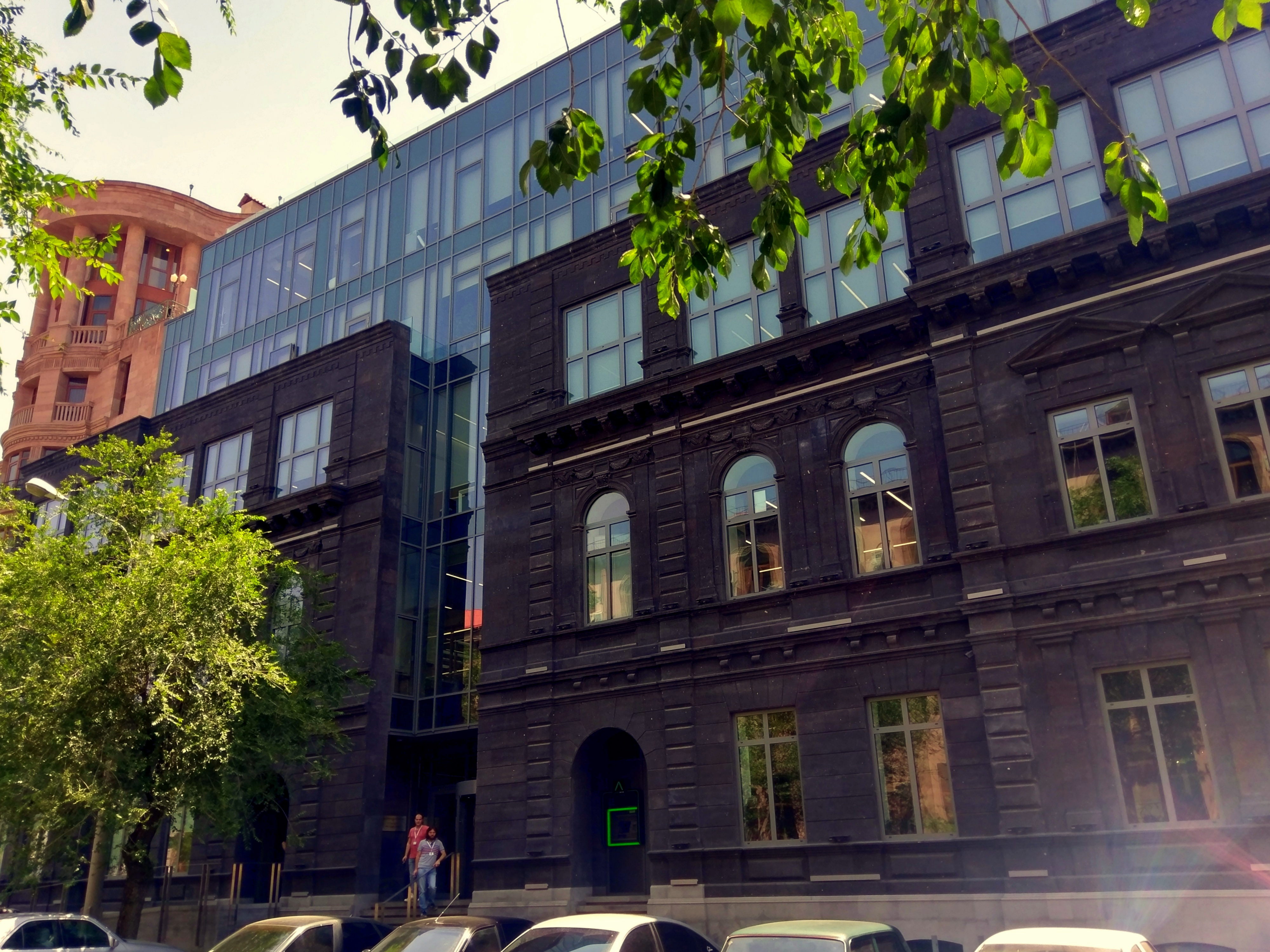
Головной офис AGBU

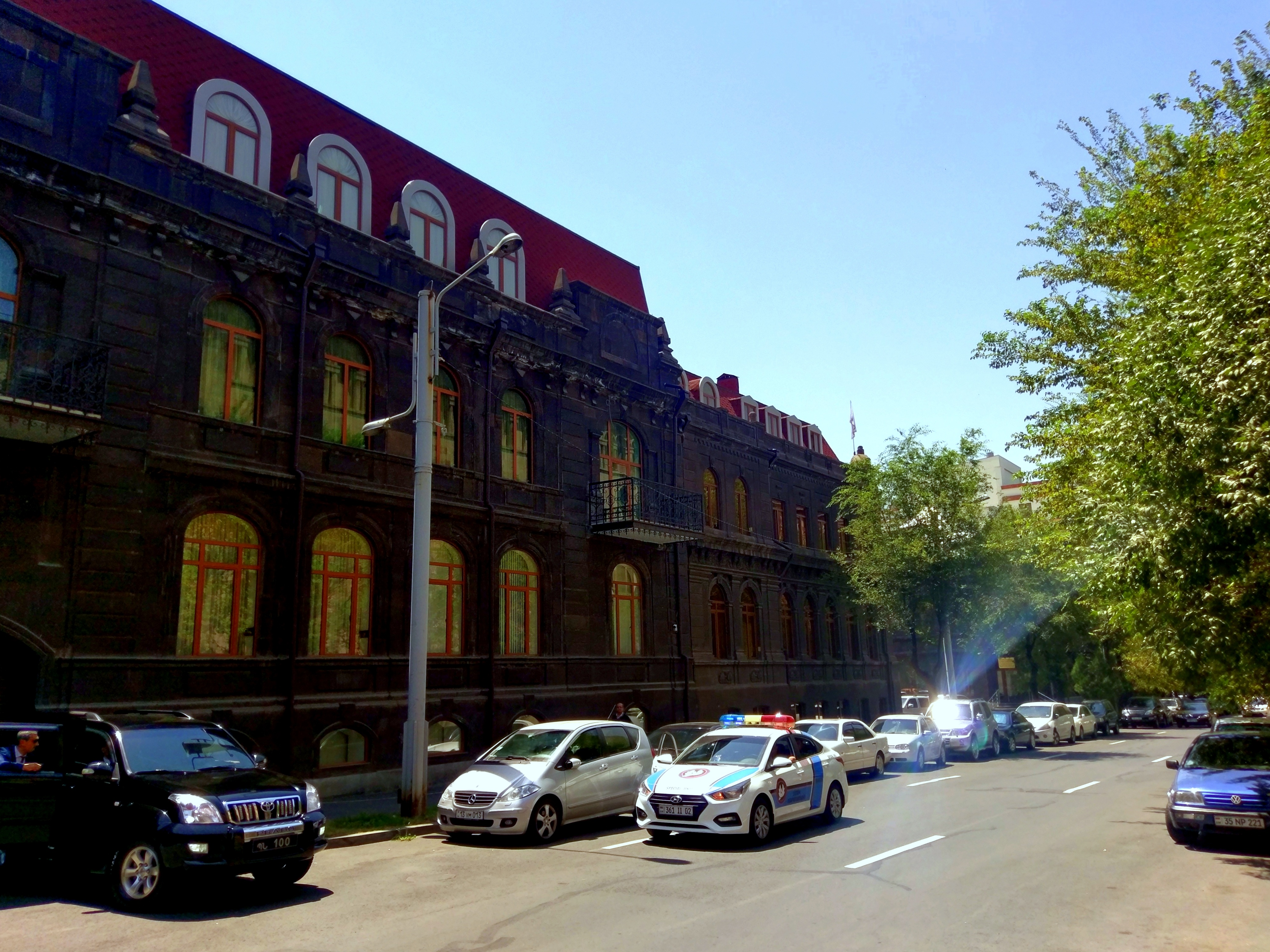
Штаб-квартира Республиканской партии Армении

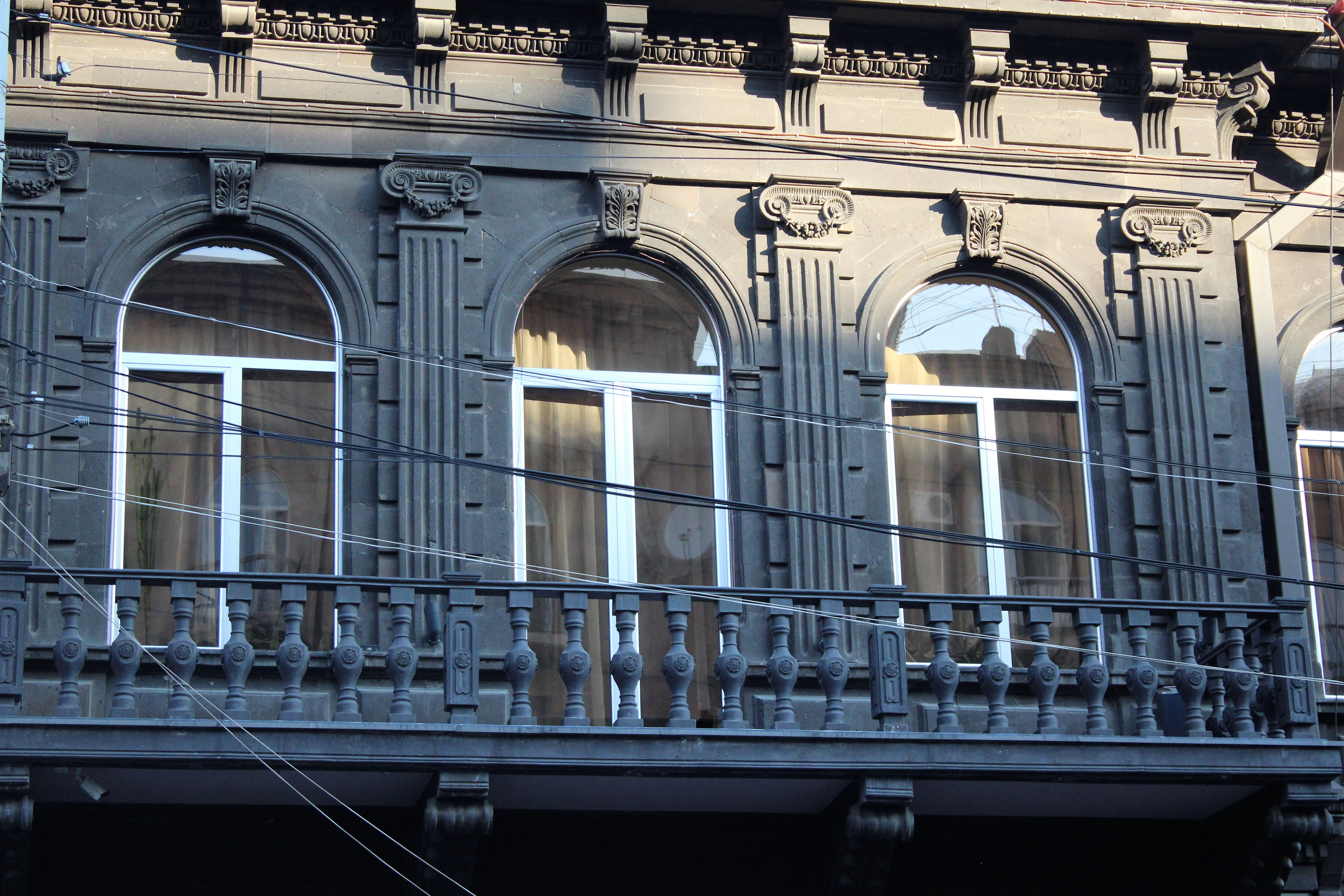
Дом на улице Мелик-Адамяна

д. 1 — Министерство финансов Армении
д. 2 — головной офис Всеармянского благотворительного союза — AGBU (2015, архитекторы Нарек Саркисян и Арис Адамян), для украшения его фасада были использованы камни, сохранившиеся от здания мэрии Еревана, городского совета и исполнительного органа, которое было построено в 1906 и снесено в 2000 году. Штаб-квартира Республиканской партии Армении
д. 2/2 — Фонд «Репатриация в Армению»